# Ранник весняний
Ра́нник весня́ний (Scrophularia vernalis) — одно-, дворічна, зрідка багаторічна рослина родини ранникових. Вид занесений до Червоної книги України у статусі «Вразливий». Маловідома декоративна культура.

## Опис

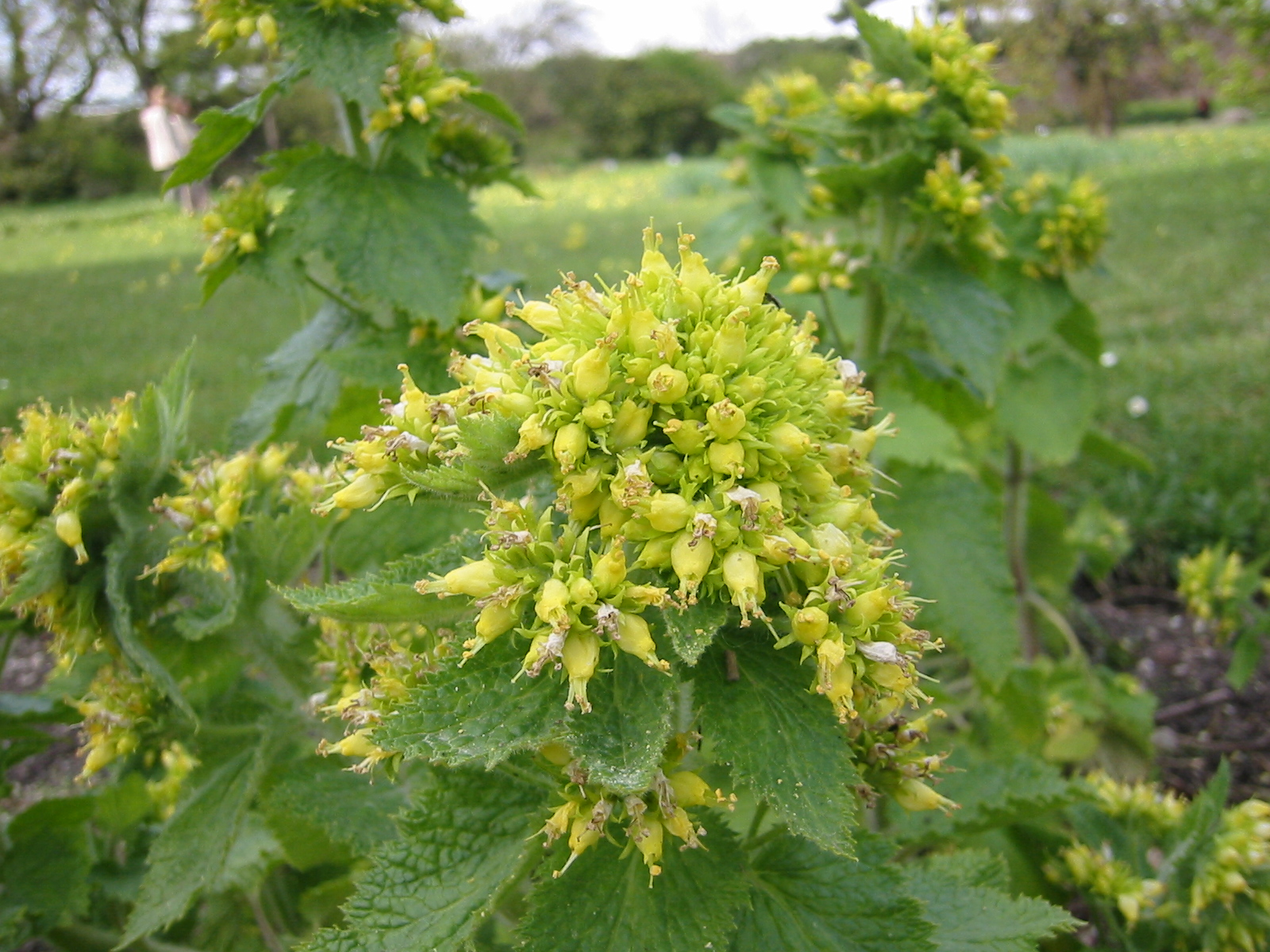
Суцвіття

Трав'яниста рослина заввишки 15-70 (зрідка до 80-100) см, гемікриптофіт. Стебло чотиригранне, вкрите м'якими залозистими волосками. Листки супротивні, з ніжкою, трикутно-яйцеподібні, при основі неглибоко туповиїмчасті, з двічі пилчастим, двічі зубчастим або городчасто-пилчастим краєм та гострою верхівкою. Нижній край у них залозистий. Довжина листків сягає 4-6 см, ширина — 4,5-6,5 см. Жилкування сітчасте.
Суцвіття — верхівкова волоть. Квітки зеленкувато-жовті або блідо-жовті, піднесені по 2-3 штуки на квітконосах, що виходять з пазух. Оцвітина подвійна, невиразно зигоморфна (майже актиноморфна), п'ятичленна, зросла, 6-12 мм завдовжки. Чашолистки відносно великі, ледь не дорівнюють пелюсткам. Віночок глекоподібний. Тичинки виступають з віночка, їх 5, але одна тичинка атрофована, а 4 мають великі пиляки. Пилкові зерна еліптичні, зрідка — кулясті, триборозно-орові, з полюса мають трилопатеві обриси, а з екватора — округлі або широкоеліптичні. Поверхня зерен має чітку, переплетено-сітчасту скульптуру з комірками різноманітної форми (округлої, кутасто-округлої, видовженої) і звивистими стінками.
Плід — яйцеподібна, двостулкова, блідо-коричнева коробочка.

## Екологія

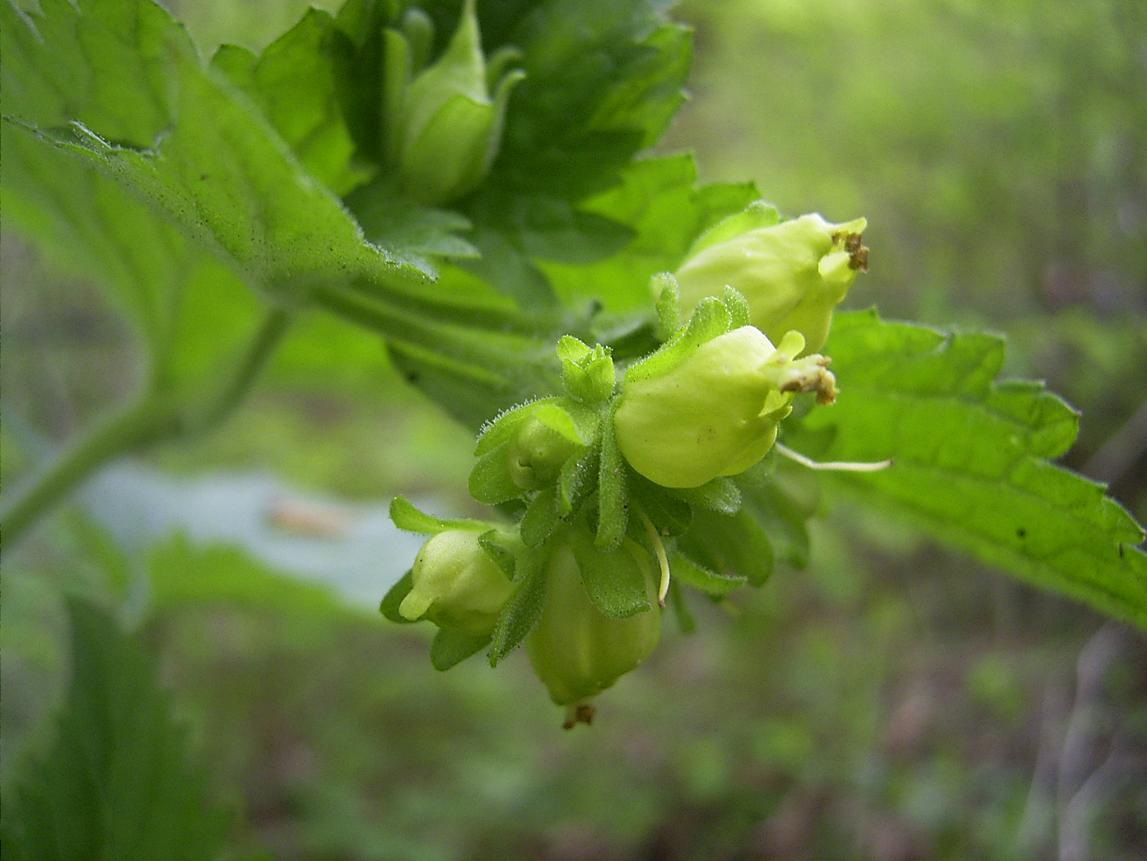
Квіти великим планом

Рослина помірно морозостійка і вологолюбна, потребує освітлених місць, переносить легкий затінок. Віддає перевагу нейтральним ґрунтам (pH близько 7) з помірним вмістом поживних речовин. Найкраще себе почуває на піщаних, трохи угноєних та суглинних з домішкою вапняку. У природі зростає в широколистяних лісах, на схилах ярів, у чагарниках. Ранник весняний притаманний угрупованням союзів Carpinion betuli, Alno-Ulmion та класу RhamnoPrunetea.
Розмножується насінням. Квітне в різних частинах ареалу у березні-липні, в межах України цвітіння відбувається у травні. Запилення здійснюють оси, проте їх приваблюють не стільки непоказні суцвіття, скільки комахи-жертви, які спокушаються неприємним запахом квіток. Плоди достигають у червні-липні. Листям цієї рослини живиться гусінь Shargacucullia caninae.

## Поширення
Ранник весняний належить до європейсько-середземноморських видів із розірваним (диз'юнктивним) ареалом. Найбільше він поширений в Західній та Центральній Європі, Середземномор'ї, однак в межах цієї зони популяції розподілені нерівномірно. Досить рідко ця рослина трапляється на півдні Скандинавії, в Голландії та Бельгії. Так само нечисленна вона і в Україні, де зростає подекуди у південній частині Лісостепу та північно-західній частині Степу. Українські популяції складаються з поодиноких особин чи невеликих скупчень.

## Значення і статус виду
Загрозу для виду становлять лісові пожежі, вирубування лісів, в тому числі й санітарне, яке призводить до зміни деревостану. В Україні ранник весняний охороняють в заказниках «Великий і Малий ліс» та «Осове», а також на теренах регіонального ландшафтного парку «Диканський».
Рослина має обмежене використання в декоративному садівництві, іноді дичавіє й оселяється у садах, парках, на польових межах.

## Синоніми
- Ceramanthe vernalis (L.) Dumort.
- Venilia vernalis (L.) Fourr.[1]